# 北海道道123号別海厚岸線
北海道道123号別海厚岸線（ほっかいどうどう123ごう べっかいあっけしせん）は、北海道野付郡別海町から厚岸郡厚岸町に至る主要地方道に指定された北海道道である。

## 概要
野付郡別海町別海の国道243号交点から上風連・浜中町新川を経由して、厚岸町厚岸の国道44号交点を結ぶ。

なお、本路線の名称における「別海」は、ほかの「別海」の名称が含まれる道道と同様「べっかい」と読むが、別海町は公的な読みを「べつかいちょう」としている。

### 路線データ

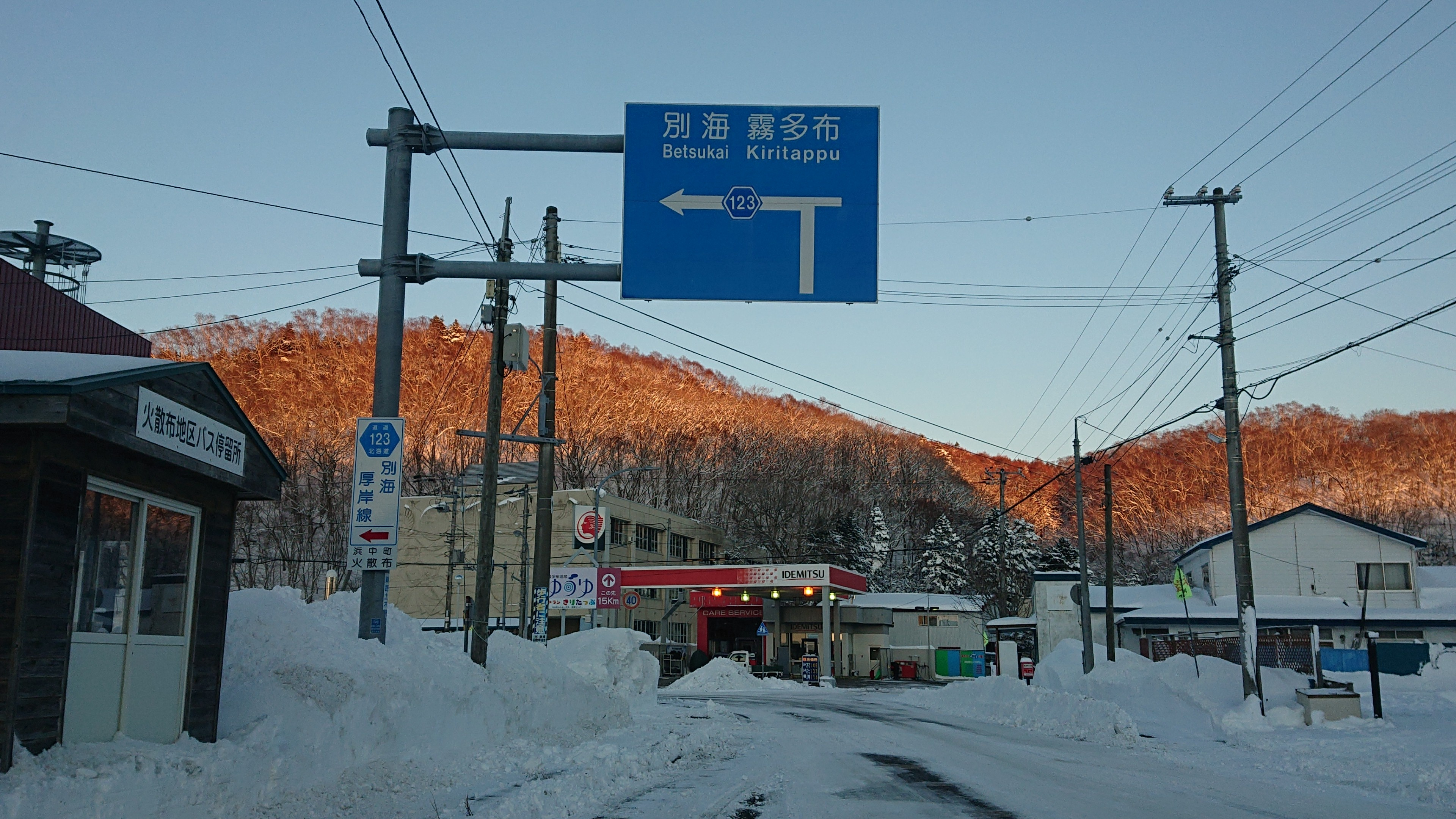
北海道道123号別海厚岸線（浜中町火散布）

- 起点：北海道野付郡別海町別海（国道243号交点）
- 終点：北海道厚岸郡厚岸町宮園町（国道44号交点）
- 総延長：75.173 km[1]
  - 実延長：30.418 km[1]
  - 重用延長：0.905 km[1]

## 歴史
- 1982年（昭和57年）9月30日 - 1020号として路線認定[2]。
  - 浜中町浜中桜西 - 浜中町新川東は道道280号霧多布港線（残り区間は後に道道1039号霧多布岬線へ）から、浜中町新川東 - 厚岸町は道道954号厚岸浜中線からの昇格である。別海町 - 浜中町浜中桜西は道道449号別海浜中停車場線との重複である。
- 1993年（平成5年）5月11日 - 建設省から、道道別海厚岸線が別海厚岸線として主要地方道に指定される[3]。
- 1994年（平成6年）10月1日 - 路線番号を123号に変更[4]。

## 路線状況

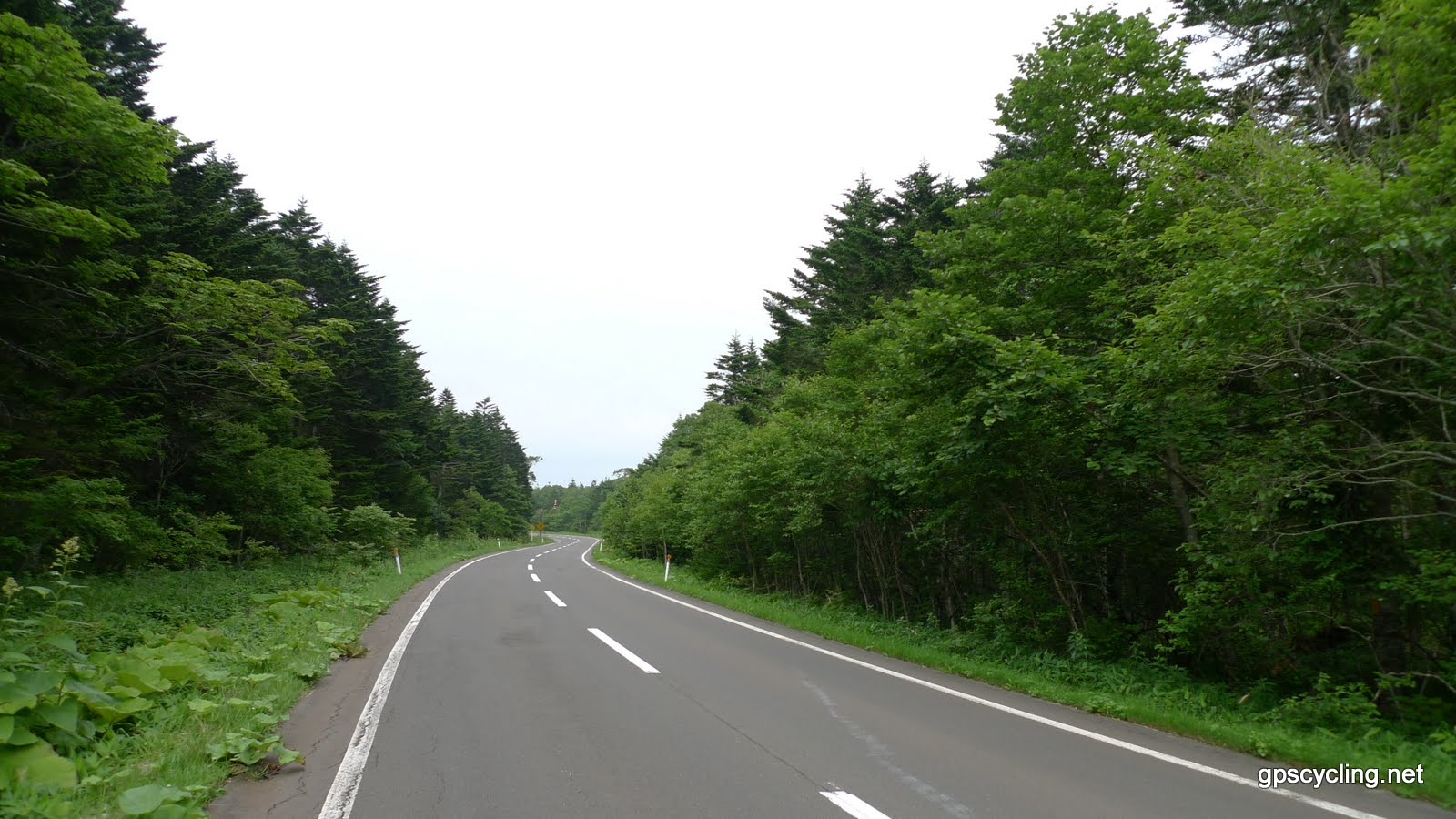
浜中町域（2009年8月）

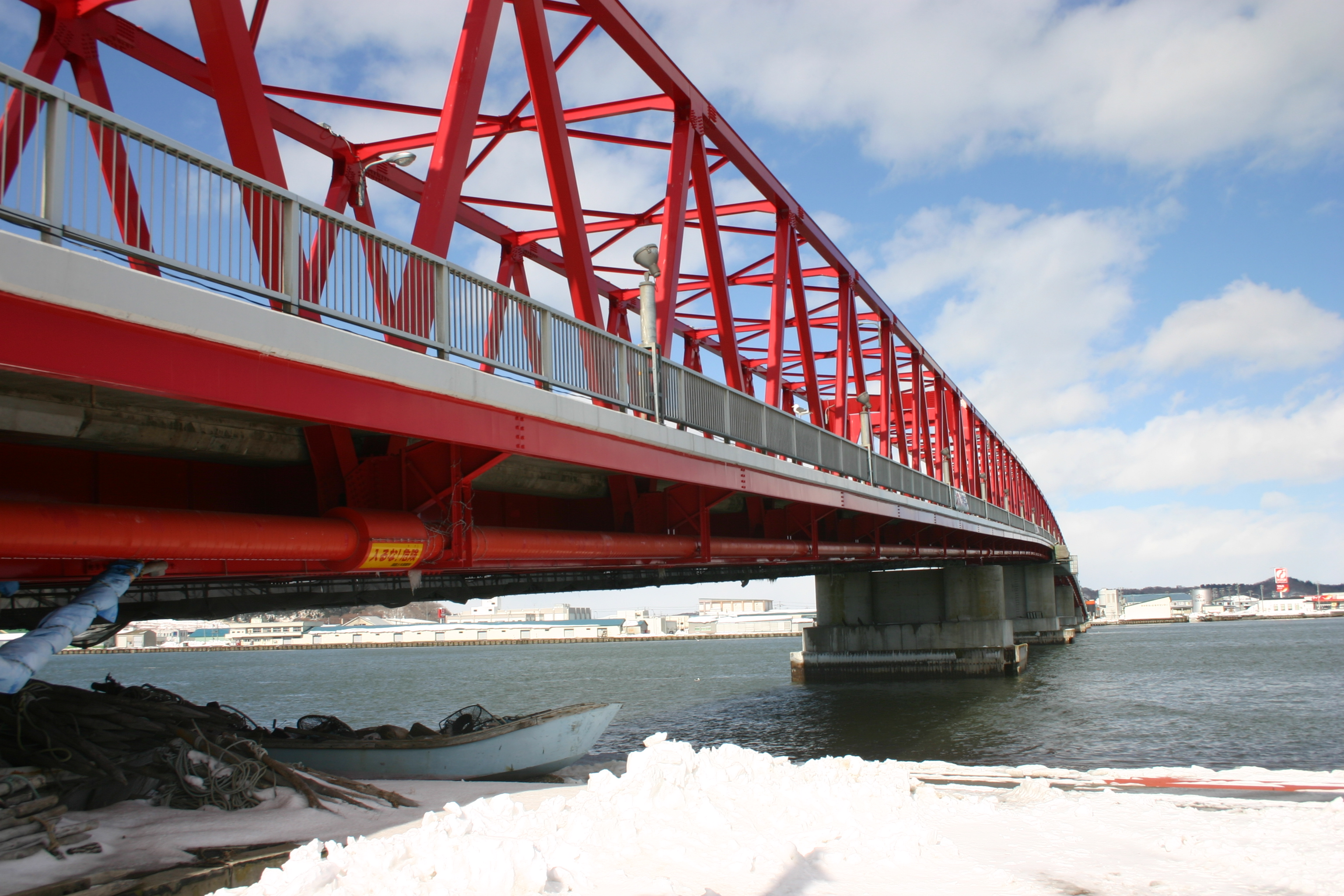
厚岸大橋（2013年3月）

別海町では、酪農家の牧場や牧草地の中を抜ける直線の道路が延びる。
厚岸町では、厚岸湾と厚岸湖の境に架かる厚岸大橋で、厚岸中心市街地と厚岸漁港とを結ぶ。太平洋岸の沿って延びる道路は、別名北太平洋シーサイドラインとも呼ばれ、交通量は少なく追い越し可能な2車線の高台にあるワインディングロードが続く。

### 別称
北太平洋シーサイドライン
十勝の広尾町から根室市の納沙布岬まで、300キロ以上にもおよぶ海沿いの道の総称。道道123号別海厚岸線を含む。
なぎさのドライブウェー
道道142号交点から道道1039号まで浜中湾の砂浜海岸沿いに延びる約5km区間の道路の別名。

### 重複区間
- 北海道道449号別海浜中停車場線：野付郡別海町別海 - 厚岸郡浜中町浜中桜西
- 国道44号：厚岸郡浜中町浜中基線 地内
- 北海道道142号根室浜中釧路線：厚岸郡浜中町榊町 - 厚岸郡厚岸町宮園町

### 道路施設

#### トンネル
- 散布トンネル（498 m）

#### 海上橋
- 厚岸大橋（456.5 m）

#### 道の駅
- 道の駅厚岸グルメパーク

## 地理
別海町 - 浜中町は根釧台地を縦断する道路で、周辺は牧場や牧草地が広がる。浜中町 - 厚岸町が太平洋沿いの高台を走る変化に富んだ道路で、夏は晴れた日でも霧が発生することが多い。浜中町琵琶背の展望台からは、霧多布湿原や太平洋に島のように突き出た霧多布岬が一望することができる。終点付近は厚岸町の市街地を通る。

### 通過する自治体
- 根室振興局
  - 野付郡別海町
- 釧路総合振興局
  - 厚岸郡浜中町
  - 厚岸郡厚岸町

### 交差する道路
別海町
- 国道243号 - 別海（起点）
- 北海道道831号上春別別海線 - 別海（起点）
- 北海道道930号上風連奥行線 - 上風連
- 北海道道813号上風連大別線 - 上風連

浜中町
- 国道44号 - 浜中基線（重複）
- 北海道道449号別海浜中停車場線 - 浜中桜西
- 北海道道142号根室浜中釧路線 - 榊町
- 北海道道1039号霧多布岬線 - 暮帰別東1丁目
- 北海道道808号琵琶瀬茶内停車場線 - 仲の浜
- 北海道道599号火散布茶内停車場線 - 火散布

厚岸町
- 北海道道955号床潭筑紫恋線 - 床潭
- 国道44号 - 宮園（終点）
- 北海道道142号根室浜中釧路線 - 宮園（終点）

#### 沿線にある施設など
- JR 根室本線 浜中駅
- 霧多布湿原
- 北海道立霧多布高等学校
- びわせ展望台
- 火散布沼
- 浜中町立散布中学校
- 藻散布沼
- 厚岸湖
- 厚岸郵便局
- 厚岸町役場